# Факультет переподготовки и повышения квалификации имени маршала артиллерии В. И. Казакова
Факультет переподготовки и повышения квалификации имени маршала артиллерии В. И. Казакова — именное (имени маршала артиллерии В. И. Казакова) учебное формирование (подразделение) в составе Михайловской военной артиллерийской академии, с 1997 года. Находится на территории 2-го городка МВАА.

## История
Факультет ведет свою историю от Офицерской артиллерийской школы, основанной в Царском селе 3 апреля 1882 году и первое занятие которой состоялось 13 февраля 1883 года. Является правопреемником 2-х Центральных артиллерийских офицерских курсов (2 ЦАОК) имени маршала артиллерии В. И. Казакова. Факультет предназначен для переподготовки и повышения квалификации офицеров-артиллеристов и ракетчиков командных специальностей для службы в ракетных и артиллерийских частях и соединениях Вооружённых Сил России (ВС России).
Артиллерийская школа основана в годы коренных изменений в артиллерии русской армии, на волне военной реформы 1860—1870 годов, прошла славный исторический путь. В «Положении о Школе», от 14 марта 1882 года, главенствует принцип практической направленности обучения. Особо значимой заслугой Школы явилась дальнейшее развитие теоретической разработки и практическое внедрение в начале XX века основных принципов стрельбы с закрытых огневых позиций (ОП), открывших принципиально новый способ боевого применения ствольной артиллерии.
В 1886 году — создан первый проект Правил стрельбы.
В 1896 году — создан угломер Михайловского-Турова и батарейная буссоль (командирский угломер) полковника В. Н. Михайловского.
В 1898 году — в русской артиллерии введён артиллерийский дивизион.
В 1899 году — разработана методика проведения конных поездок.
В 1904 году — впервые применена стрельба с закрытых ОП.
В 1908—1913 годах — оборудуется артиллерийский полигон в районе города Луга.
В 1911 году — применение при стрельбе звукометрических приборов.
В 1913 году — вводится наблюдение за стрельбой с привязных аэростатов.
После переворотов (революций) 1917 года руководство работой по созданию новой системы военного образования, в том числе и артиллерийского, осуществлялось главным комиссаром всех военно-учебных заведений, позже Управлением (с января 1919 года — Главное управление) военно-учебных заведений Республики (ГУВУЗ РСФСР), созданным в начале 1918 года, им была разработана в том числе и система артиллерийского образования, как и военного образования в РККА и РККФ. Артделу обучали в Артиллерийской академии, Высшей артиллерийской школе и на командных и технических артиллерийских курсах.
Высшая артиллерийская школа являлась промежуточной ступенью, в получении образования, между академией и курсами (командными и техническими), и предназначалась для переподготовки и повышения квалификации артиллерийских командиров, окончившего курсы (командные и технические) или вовсе не имевшего никакого артобразования. Высшая школа была открыта вначале 1919 года на базе бывшей Офицерской артиллерийской школы (Детское Село) и продолжала функционировать в течение всей Гражданской войны в России. Наряду с ней, имевшей республиканское значение, военными округами (фронтами) также создавались артиллерийские школы но уже окружного (фронтового) подчинения. Известно, например, существование, в 1919 году, окружных артиллерийских школ в городах Москва, Петроград, Вятка, Нижний Новгород и некоторых других.
Краснознамённые артиллерийские курсы усовершенствования командного состава (АККУКС), в период Великой Отечественной войны дислоцировались в городе Семёнов Горьковской области. Вскоре Краснознамённые курсы переименовали в Высшую офицерскую артиллерийскую школу (ВОАШ), а в ноябре 1944 года перевели в город Ленинград. В 1953 году, с расформированием Высшей офицерской артиллерийской штабной школы (Коломна), ВОАШ стала готовить и офицеров штабов артиллерии формирований.
С 30 марта 1954 года — КАКУОС г. Ленинград. С 25 мая 1957 году название курсов переименовано в ЦАОК (Центральные артиллерийские офицерские курсы), (г. Ленинград).
С ноября 1971 года курсы переименованы во 2 ЦАОК.
26 апреля 1976 года курсам присвоено имя маршала артиллерии В. И. Казакова.
С 21 марта 1996 года курсы в составе Михайловской артиллерийской академии.
С 2005 года — ФППК имени маршала артиллерии В. И. Казакова.

## Начальники

### Начальники ОАШС
- генерал-майор А. Н. Данилов (6 мая 1882 — 12 августа 1892);
- генерал-майор С. П. Валевачев (12 августа 1892 — 13 мая 1899);
- генерал-майор В. Г. Столетов (13 мая 1899 — 18 августа 1899)
- генерал-лейтенант А. Н. Синицын (9 сентября 1899 — 31 декабря 1913)
- генерал-лейтенант В. М. Гаитенов (31 декабря 1913 — 5 октября 1914)
- В. В. Иванов (1921—1926)
- комкор Б. Н. Балабин (1926—1928)
- комкор Д. Д. Тризна (1921—1926)
- комдив А. К. Сивков (1932—1937)
- комбриг М. Ф. Королёв (1937—1939)
- генерал-лейтенант артиллерии Т. А. Бесчастнов (1939—1941)
- генерал-майор И. А. Суслопаров (1941—1943)
- генерал-лейтенант артиллерии (с 22.08.1944 — генерал-полковник артиллерии) Т. А. Бесчастнов (1943—1948)
- генерал-лейтенант В. В. Шуваликов (1948—1950)
- генерал-лейтенант Н. Н. Жданов (1950—1953)
- генерал-лейтенант артиллерии А. М. Сапожников (1969—1984)
- генерал-лейтенант В. М. Захаров (1984—1992)
- генерал-майор В. Я. Шатохин (1992—1993)
- генерал-майор В. И. Шуванов (1993—1996)

### Начальники ФППК
- полковник В. Г. Силин (1996—1998)
- полковник В. М. Узунов (1998—2003)
- полковник Н. П. Кубрак (2003—2006)
- полковник С. Н. Потапенко (2006—2010)
- полковник Г. А. Пилявец (2010—н.в.)